# Matthias Robinson
Matthias Robinson was een kleine warenhuisketen in het noorden van Engeland die werd overgenomen door Debenhams.

## Geschiedenis
In 1875 opende Matthias Robinson een textielwinkel aan Lynn Street in Hartlepool. Hij breidde de zaak snel uit door de winkel ernaast over te nemen, voordat hij het grote gebouw naast zijn winkel kocht en het Lynn House noemde. 
Op advies van artsen verhuisde Matthias met zijn gezin naar Stockton on Tees vanwege de gezondheidstoestand van zijn vrouw en in 1896 werd in Stockton-on-Tees een nieuwe winkel geopend als het eerste Robinsons-warenhuis. De twee huizen die aan Stockton High Street waren omgebouwd, werden in december 1899 door brand verwoest, maar op dezelfde plek werd een nieuwe winkel volledig herbouwd, die in mei 1901 werd heropend. De nieuwe winkel had 48 afdelingen, een restaurant en een café. Het gebouw werd ontworpen door Barnes & Coates uit Sunderland met de hulp van W. Basil Scott en is een vroeg voorbeeld van staalskeletbouw in Engeland. 
In 1912 was de zaak in Hartlepool verder gegroeid met de opening van panden aan de overkant van Lynn Street, die Matthias The Coliseum noemde, en gebouwen aan Whitby Street die hij Birmingham House noemde. De zaak bleef groeien en in 1914 werd er een nieuw warenhuis geopend aan Briggate in Leeds. Deze winkel werd later in 1938 uitgebreid door de aankoop van het aangrenzende warenhuis H & D Hart.
Na de dood van Matthias in 1929 namen zijn zonen de leiding van de zaak over, terwijl zijn zoon Cyril het filiaal in Stockton leidde tot hij met pensioen ging. Het filiaal in Stockton werd vervolgens gerund door zijn kleinzoon, Lionel, die later verantwoordelijk was voor de onderhandelingen over de verkoop van het bedrijf aan Debenhams. De winkel in Leeds werd gerund door een andere kleinzoon van Mathias, Cecil. De zaak breidde zich in 1961 uit met de aankoop van Bainbridge Barker, een kwaliteitswarenhuis in Darlington, dat werd omgedoopt tot Matthias Robinson. Het jaar daarop kocht Debenhams alle vier de winkels van Robinsons voor £2,8 miljoen.  De winkels bleven onder de naam Matthias Robinson of Robinsons opereren, waarbij de winkel in Hartlepool eind jaren zestig werd gesloten en gesloopt. In 1973 werd de winkel in Darlington gesloten als onderdeel van een herpositionering. De naam Robinson werd vervangen door Debenhams in de twee overgebleven winkels. 
Op 26 april 2019 werd aangekondigd dat de vestiging in Stockton in 2020 zou sluiten als een van de 22 Debenhams-vestigingen die zouden sluiten.